# Cantó de Vilafranca de Perigòrd
El cantó de Vilafranca de Perigòrd és un cantó francès del departament de la Dordonya, situat al districte de Sarlat e la Canedat. Té 9 municipis i el cap és Vilafranca de Perigòrd.

## Municipis
- Beça
- Campanhac prèp Carcin
- La Vaur
- Lobejac
- Maseiròlas
- Orlhac
- Prats de Perigòrd
- Sent Sarnin de l'Èrm
- Vilafranca de Perigòrd

## Història
| Data d'elecció                           | Identitat             | Partit                     | Qualitat |
| ---------------------------------------- | --------------------- | -------------------------- | -------- |
| 1967-1979                                | Maurice Bouyou        | PCF                        |          |
| 1979-2004                                | Jean-Yves Martegoutte | RPR                        |          |
| 2004-                                    | Vincent Deltreuil     | Divers droite, després UMP |          |
| les dades anteriors no són pas conegudes |                       |                            |          |
|                                          |                       |                            |          |

## Demografia
| 1962  | 1968  | 1975  | 1982  | 1990  | 1999  | 2006  |
| ----- | ----- | ----- | ----- | ----- | ----- | ----- |
| 3.127 | 2.924 | 2.704 | 2.574 | 2.512 | 2.388 | 2.389 |